# Busi Cortés
Luz Eugenia Cortés Rocha (Ciudad de México, 18 de junio de 1950 - 21 de junio de 2024), conocida con el nombre artístico de Busi Cortés, fue una cineasta, guionista, documentalista y profesora mexicana. Su trabajo como directora y guionista ha sido relevante para el cine de su país por su perspectiva de lo femenino y por visibilizar la presencia política de la mujer en México.
Despuntó como cineasta con El secreto de Romelia en 1988, pues ésta fue la primera película producida por el Centro de Capacitación Cinematográfica (CCC) dentro de su iniciativa Óperas Primas, a través de la cual se apoya la producción de largometrajes de egresados destacados.
Impartió cátedra en el Centro de Capacitación Cinematográfica (CCC).

## Datos biográficos
Luego de estudiar comunicación en la Universidad Iberoamericana, ingresó al CCC en 1977. Ahí dirigió los cortometrajes Las Buenromero (1978), Un frágil retorno (1979) y el mediometraje Hotel Villa Goerne (1981).
Dirigió tres largometrajes de ficción: El secreto de Romelia (1988), ópera prima con la que obtuvo diversos premios nacionales e internacionales; Serpientes y escaleras (1991) y Las Buenrostro (2005), que se presentó en el Tercer Festival Internacional de Cine de Morelia (FICM).
Fue codirectora y escritora de diversas series de televisión, como El aula sin muros, medio siglo de tarea, Retos y respuestas, ABC Discapacidad, Santitos y santones y Pasando el siglo en el cine, entre otras. Fue Invitada Especial del 6° Flying Broom International Women’s Film Festival en Ankara, Turquía. En el 2001, obtuvo el Premio José Revueltas a Mejor Documental por Paco Chávez (2005), codirigido con Francisco Chávez. En el 2011, en colaboración con la Filmoteca UNAM, realizó el cortometraje documental En trazos de vida. Son de Rina y Bustos. En el 2014, escribió el cuento para niños Rogelio y los rollos velados, de la serie Kipatla.[cita requerida]
Fue becaria del Sistema Nacional de Creadores de Arte del Fondo Nacional para la Cultura y las Artes (Fonca), miembro de la Academia Mexicana de Ciencias y Artes Cinematográficas (AMACC) y de la Sección de Autores del Sindicato de Trabajadores de la Producción Cinematográfica (STPC). Además, fue presidenta de Mujeres en el Cine y la Televisión, A.C.
En el 2018 ingresó a la maestría en estudios cinematográficos de la Universidad de Guadalajara y la Cineteca Nacional.[cita requerida]

## Filmografía

### Largometrajes
- 1988 - El secreto de Romelia
- 1991 - Serpientes y escaleras
- 2005 - Hijas de su madre: Las Buenrostro

### Mediometrajes
- 1981 - Hotel Villa Goerne
- 1983 - El lugar del corazón
- 1993 - Déjalo ser

### Cortometrajes
- 1978 - Las Buenromero
- 1979 - Un frágil retorno
- 1997 - Unidos

### Documentales
- 1973 - La séptima filmación
- 1992 - Déjalo ser
- 2000 - Paco Chávez
- 2010 - La escuela viva.
- 2011 - En trazos de vida. Son de Rina y Bustos[10]

### Series de televisión
- 1984-85 De la vida de las mujeres
- 1993-97 Cultura en movimiento
- 1994-97 El aula sin muros, medio siglo de tarea
- 1994-97 Retos y respuestas
- 1996-97 Pasando el siglo en el cine
- 1998-2000 ABC Discapacidad
- 2002 Santitos y santones
- 2014 Kipatla (argumentista)

## Premios y reconocimientos
- El lugar del corazón: Mención Honorífica en el Festival de Televisión Universitaria de Lima, Perú, 1983.[11]
- El secreto de Romelia: Premio ACE a Mejor Película Latinoamericana; Mejor Actriz de la Asociación de Cronistas de Espectáculos en Nueva York de Estados Unidos; premios Ariel a Mejor Coactuación Femenina, Mejor Música, Mejor Ópera Prima y Mejor Ambientación de la 31° entrega de la AMACC, 1989; premios Diosas de Plata a Mejor Ópera Prima, Mejor Libro Cinematográfico y Mejor Fotografía de la 25° entrega de estos premios otorgados por el grupo de Periodistas Cinematográficos de México (PECIME); premio Pitirre a Mejor Ópera Prima del 1er San Juan Cinemafest, Puerto Rico; y Premio del Público del Festival de Cine Mexicano de Tabasco en 1991.
- Paco Chávez : Premio José Revueltas a Mejor Documental otorgado por la Dirección General de Actividades Cinematográficas de la Universidad Nacional Autónoma de México (UNAM), 2001.[12]
- Ariel de Oro, 2024.[13]